# On an Island
On an Island — третий сольный альбом Дэвида Гилмора (прежде всего известного как гитариста и ведущего вокалиста группы Pink Floyd). Диск вышел в Великобритании 6 марта 2006 года на 60-летний юбилей Дэвида Гилмора. Первый трек «Castellorizon» номинировался на Грэмми как лучший рок-инструментал.

## Об альбоме
Большая часть On an Island была сделана в домашней студии Дэвида Гилмора на борту его плавучего дома «Астория». Над альбомом работало множество музыкантов, включая Гая Пратта, Грэма Нэша, Боба Клоуза, Дика Перри и клавишника Pink Floyd Ричарда Райта. Оркестровые аранжировки были сделаны польским кинокомпозитором Збигневом Прайснером и исполнены оркестром под управлением Роберта Зиглера.
После выхода альбом занял первое место в чартах Великобритании. В Италии, Чехии он также занял первое место. Также он занял второе место в Канаде, Португалии, и Исландии. Помимо этого он вошёл в десятку лучших альбомов США, заняв шестое место, но быстро выпал из десятки. Альбом стал платиновым в Канаде, разойдясь ста тысячями экземпляров в первый месяц продаж.

## Тур
В поддержку альбома был организован тур, где к Дэвиду Гилмору присоединились Ричард Райт, Фил Манзанера, Гай Пратт. Саксофонист Дик Перри играл на саксофоне в песнях «Money», «Us and Them», «Shine On You Crazy Diamond». Также среди музыкантов был клавишник Джон Карин, который в 80-х и 90-х был в турах с Pink Floyd и работал в студии над альбомами. Збигнев Прайснер дирижировал оркестром во время концерта в Гданьске. Трио Pink Floyd (Дэвид Гилмор, Ричард Райт, Ник Мейсон) воссоединилось во время одного из концертов в Лондоне.

## Список композиций
Авторы — Гилмор и Полли Сэмсон, кроме отмеченного
1. «Castellorizon» (Гилмор) — 3:54
2. «On an Island»  — 6:47
3. «The Blue» — 5:26
4. «Take a Breath»  — 5:46
5. «Red Sky at Night» (Гилмор) — 2:51
6. «This Heaven» — 4:24
7. «Then I Close My Eyes» (Гилмор) — 5:26
8. «Smile»  — 4:03
9. «A Pocketful of Stones» — 6:17
10. «Where We Start» (Гилмор) — 6:45

### БонусDVD
Live from the AOL Sessions, New York, April 2006
1. «On an Island»
2. «This Heaven»
3. «Smile»
4. «Take a Breath»
5. «High Hopes»
6. «Comfortably Numb» (Гилмор/Уотерс)

Live from Abbey Road television series, London, August 2006
1. «Astronomy Domine» (Барретт)

Live at the Royal Albert Hall, London, May 2006 (from Remember That Night)
1. «Take a Breath»

## Участники записи
- Дэвид Гилмор — гитары, вокал (2-4, 6, 8-10), бас (3, 6, 8-10), орган Хаммонда (8-10), фортепиано (3, 9), электропиано (2), перкуссия (2, 3, 8-10), саксофон (5), бас-гармоника (7), кумбус (7)
- Боб Клоуз (Радо Клозе) — гитара (2, 3)
- Би Джей Коул — гитара Weissenborn (7)
- Фил Манзанера — клавишные (4, 6) фортепиано (7)
- Лешек Можджер — фортепиано (4, 9)
- Ричард Райт — орган Хаммонда (2), вокал (3)
- Крис Стэйнтон — орган Хаммонда (3)
- Джулс Холланд — фортепиано (3)
- Полли Сэмсон — фортепиано (3), вокал (8)
- Джорджи Фэйм — орган Хаммонда (6)
- Крис Томас — клавишные (9)
- Гай Пратт — бас (2, 4)
- Крис Лоренс — контрабас (5, 9)
- Энди Ньюмарк — ударные (2, 3, 6, 10), перкуссия (7)
- Гед Линч — ударные (4)
- Уилли Уилсон — ударные (8)
- Кэролайн Дэйл — виолончель (4, 5, 7)
- Айлан Эшкери — программирование (5, 9)
- Алесдэр Маллой — стеклянная гармоника (7, 9)
- Роберт Уайатт — корнет (7), вокал (7), перкуссия (7)
- Дэвид Кросби — вокал (2)
- Грэм Нэш — вокал (2)
- Люси Уэйкфорд — арфа (9)